# St. Georgen (Meran)

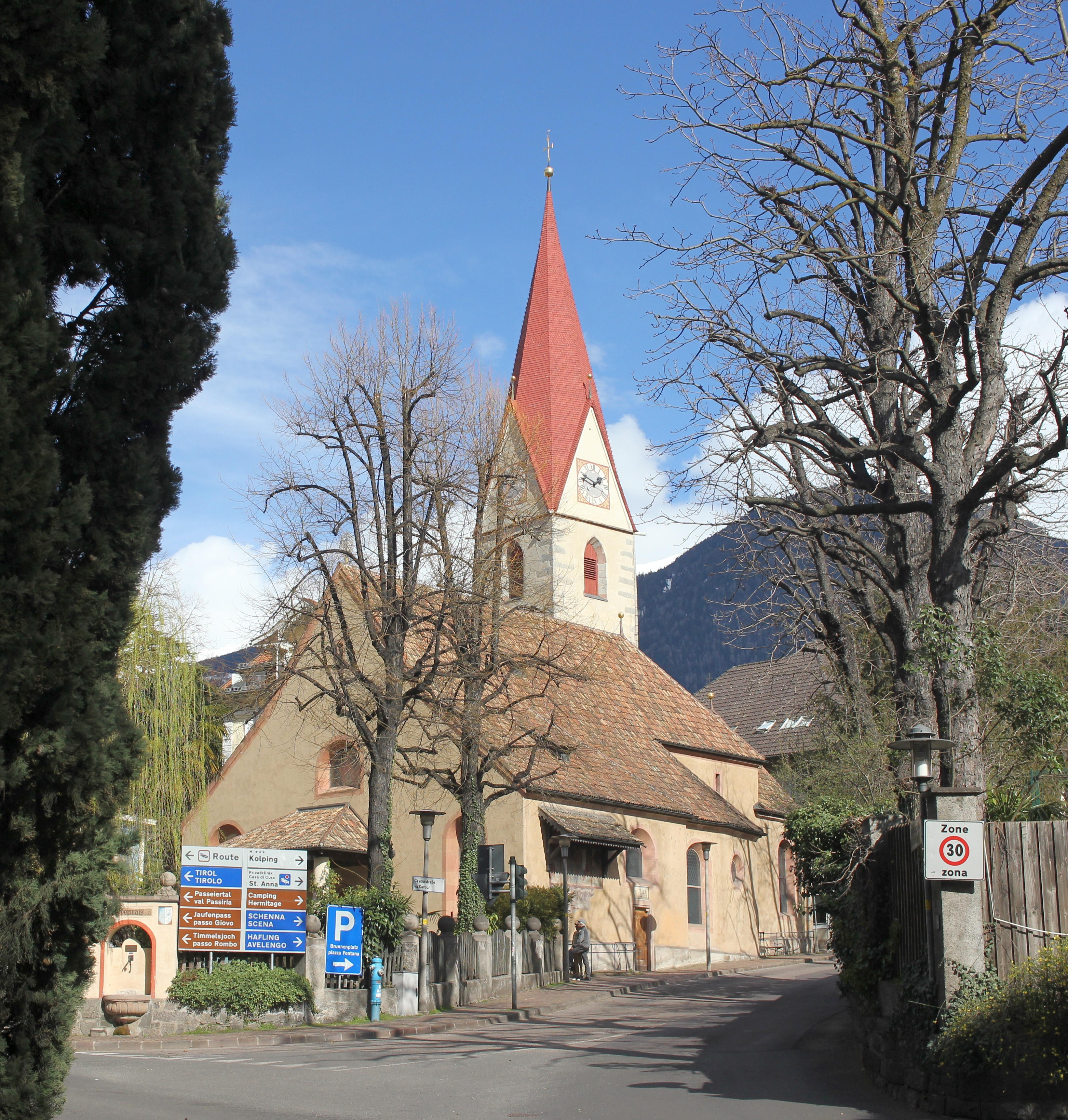
St.-Georgen-Kirche in Obermais

St. Georgen (italienisch chiesa di San Giorgio) ist die römisch-katholische Pfarrkirche von Obermais in der Südtiroler Stadt Meran. Sie steht seit 1980 unter Denkmalschutz.

## Geschichte
Die erste Erwähnung einer Georgskirche erfolgte 1256, als Gräfin Adelheid von Tirol ein Fuder Wein von einem Weingut zu St. Georgen am Rain an das Kloster Herrenchiemsee stiftete. Sie war damals eine Expositur der Pfarrkirche St. Vigil in Mais. 1272 wurde die gesamte Pfarre von den Tiroler Grafen dem Kloster Stams als Stiftungsgut übertragen, was zu laufenden Auseinandersetzungen zwischen den Tiroler Grafen und dem Erzbistum Trient führte. Die ehemals romanische Kirche wurde in einen gotischen Bau umgewandelt, der 1490 geweiht wurde. Das bis dahin nicht sonderlich bedeutende Kirchlein erfuhr um 1620 eine Aufwertung, als Johann Eckhardt von Rosenberg, Herr zu Winkl und Knillenberg, seine Familiengrabstätte hier anlegte und dazu das linke Seitenschiff anbauen ließ. Im 18. Jahrhundert wurde die Kirche, dem Zeitgeschmack entsprechend, verändert, indem die gotischen Gewölberippen entfernt und das Gebäude barockisiert wurden. Die heutige Gestalt erhielt die Kirche 1914, als das Haupt- und Seitenschiff um ein Joch verlängert und das rechte Seitenschiff angebaut wurden. Seit 1970 fanden umfangreiche Renovierungsarbeiten an der Kirche statt.
Kirchenrechtlich wurde die der Pfarre Mais unterstehende Filialkirche 1734 zu einer Kaplanei mit eigenem Kaplan erhoben. 1895 wurde sie eine Kuratie mit eigenem Priester. 1933 übernahmen die Franziskaner die Seelsorge. Im Jahre 1969 wurde schließlich die eigene Pfarre Obermais geschaffen, mit der Georgenkirche als Pfarrkirche. Seit 1985 wird diese durch Diözesanpriester betreut. 

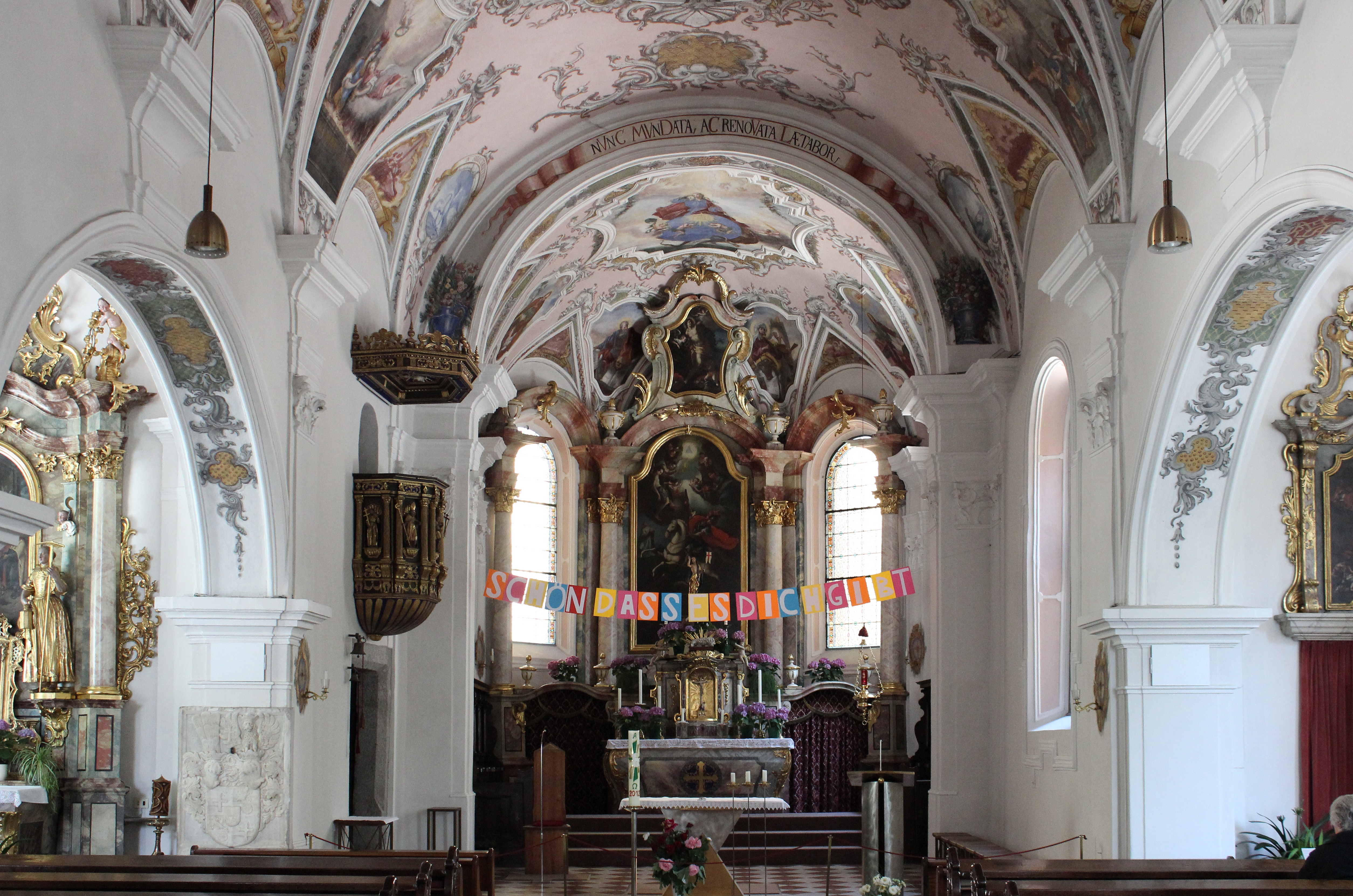
Kircheninnenraum

## Baubeschreibung
Das spätgotische Gebäude wurde um 1620 und 1914 um zwei Seitenschiffe erweitert und im 18. Jahrhundert barockisiert. Der Turm schließt mit einem Spitzhelm ab, der Chor besitzt einen polygonalen Abschluss. An der Außenseite ist eine Heiligenreihe aus dem 15. Jahrhundert zu sehen. 1988 wurde im Chor ein Fresko aufgedeckt, das die Verkündigung an Maria, verbunden mit einer mystischen Einhornjagd, zeigt. Da dieser Bildtypus in der Reformationszeit verboten war, wurde das Fresko damals übermalt. Über der Sakristeitür befindet sich eine Kreuzigungsgruppe aus der Zeit um 1400. Die Deckenmalereien im Langhaus sind das Hauptwerk des nach Meran zugezogenen Malers Josef Wengenmayr. Im Mittelbild ist der heilige Georg als Beschützer von Mais zu sehen, wobei er den Ort mit seinen Bauwerken topographisch genau dargestellt hat. Die Rosenberg-Kapelle im linken Seitenschiff ist durch ihre Grabplatten und Wappen als Familiengrabstätte zu erkennen. 

### Glocken
In der Glockenstube hängt ein Geläut von elf Glocken. Die älteste von ihnen wurde 1801 von Franz Grassmayr aus Brixen gegossen. Die große Glocke stammt aus dem Jahr 1922 von der Glockengießerei Luigi Colbacchini. Neun Glocken goss die Glockengießerei Grassmayr im Jahr 2008 zu einem tonhohen, vielstimmigen Geläut.
- Glocke 1 – As′ (+) 1922 Luigi Colbacchini.

- Glocke 2 – B′ (H′) 2008 Grassmayr, Innsbruck.

- Glocke 3 – Des″ 2008 Grassmayr, Innsbruck.

- Glocke 4 – Es″ (-) 1801 Franz Grassmayr.

- Glocke 5 – Es″ 2008 Grassmayr, Innsbruck.

- Glocke 6 – F″ 2008 Grassmayr, Innsbruck.

- Glocke 7 – As″ 2008 Grassmayr, Innsbruck.

- Glocke 8 – B″ 2008 Grassmayr, Innsbruck.

- Glocke 9 – C‴ 2008 Grassmayr, Innsbruck.

- Glocke 10 – Es‴ 2008 Grassmayr, Innsbruck.

- Glocke 11 – F‴ 2008 Grassmayr, Innsbruck.